# Lørenskog IK
Lørenskog IK är en norsk ishockeyklubb från Lørenskogs kommun strax öster om Oslo i Norge. Klubben grundades 1963 under namnet Lørenskog Ishockey Klubb Allianse Idretts Lag (Lik AIL). 2008–2018 spelade laget i Norges högsta division Get-ligaen och nådde vid två tillfällen finalplats (2012 och 2016). Våren 2018 nekades man förnyad elitlicens p.g.a. långvariga ekonomiska problem. Som en konsekvens av nerflyttningen gick elitverksamheten i konkurs och klubben fick börja om i lägsta divisionen. 
Klubben spelar sedan 2008 sina hemmamatcher i Lørenskog Ishall.